# Escut del Port de la Selva
L'escut oficial del Port de la Selva té el següent blasonament:
Escut caironat: d'argent, una barca de sable flotant sobre un peu ondat d'atzur, sobremuntada d'una creu patriarcal patent de sable. Per timbre una corona mural de vila.

## Història
Va ser aprovat el 25 de novembre de 1991 i publicat al DOGC el 9 de desembre del mateix any amb el número 1527.
La barca és un element tradicional de l'escut de la vila, i fa al·lusió al port de pesca, actualment un important centre turístic al nord de la Costa Brava. La creu fa referència al monestir romànic de Sant Pere de Rodes, que s'aixeca als esperons rocosos de Cap de Creus, dins el municipi.